# Aeroportul Sofia
Aeroportul Sofia (IATA: SOF, ICAO: LBSF) este un aeroport din Comuna Stolicina, Sofia-capitala, Bulgaria ce deservește zona Sofia. Aeroportul a fost tranzitat în 2022 de 6.003.653 de pasageri. A fost deschis în 1935 și numit după zona deservită.
Situat la o altitudine de 531 m, aeroportul dispune de 1 pistă.

## Infrastructură

### Piste
Aeroportul dispune de o singură pistă. Pista 09/27 are suprafața de Bitum și dimensiunile 3.600 m × 45 m. 